# Mirna Ortiz
Mirna Sucely Ortiz Flores (Ciudad de Guatemala, 28 de febrero de 1987) es una atleta guatemalteca, especializada en marcha atlética que ha participado en múltiples competencias internacionales Juegos Olímpicos de Londres 2012,  Juegos Olímpicos de Río de Janeiro 2016, Juegos Olímpicos de Tokio 2020. Es esposa del también marchista y medallista olímpico Erick Barrondo.

## Biografía
Comenzó en este deporte en 1998, ganó un título juvenil centroamericano en 2000, y era una joven promesa en su disciplina, pero por dificultades económicas tuvo que abandonar el deporte a los 14 años. Luego regresó a un nivel competitivo en 2011, impulsada por el técnico Rigoberto Medina .  Su regreso resultó fructífero ya que en septiembre de 2011 obtuvo el segundo lugar en el Campeonato Nacional de Polonia en Varsovia, clasificándose así para los Juegos Olímpicos de 2012,  y unas semanas más tarde ganó la medalla de plata en los Juegos Panamericanos de 2011 . detrás de su compatriota Jamy Franco en una carrera que ambos lideraron de principio a fin.
El 18 de marzo de 2012 fijó el 20 Récord de km para la región de Norte, Centroamérica y el Caribe en 1:28:54 en el Monumento conmemorativo Mario Albisetti en Lugano, Suiza,  donde quedó en segundo lugar. Ese mismo año debutó por primera vez en unos juegos olímpicos, aunque fue descalificada en la prueba de 
Contrajo matrimonio con el también marchista Erick Barrondo en el año 2013 y desde entonces han trabajado y entrenado juntos, incluso han participado en los mismos campeonatos, cada uno en su propia categoría.
Ganó la medalla de oro en los Juegos Centroamericanos y del Caribe en Veracruz en la prueba de 20 km. Posteriormente participó en los Juegos Olímpicos de Río 2016. Logró también subir al podio al ganar la medalla de plata en los Juegos Panamericanos de Lima 2019 y consiguió su clasificación a los Juegos Olímpicos de Tokio 2020.

## Récords personales
| Evento                 | Resultado              | Evento                 | Fecha                    |
| Caminata por carretera | Caminata por carretera | Caminata por carretera | Caminata por carretera   |
| ---------------------- | ---------------------- | ---------------------- | ------------------------ |
| 10 kilómetros          | 43:09 minutos          | Katowice               | 13 de septiembre de 2014 |
| 20 kilómetros          | 1:28:31 horas          | Río Mayor              | 6 de abril de 2013       |
| Paseo por la pista     |                        |                        |                          |
| 10.000m                | 51:52,89 minutos       | Ciudad de Guatemala    | 12 de junio de 2009      |